# 위키원드

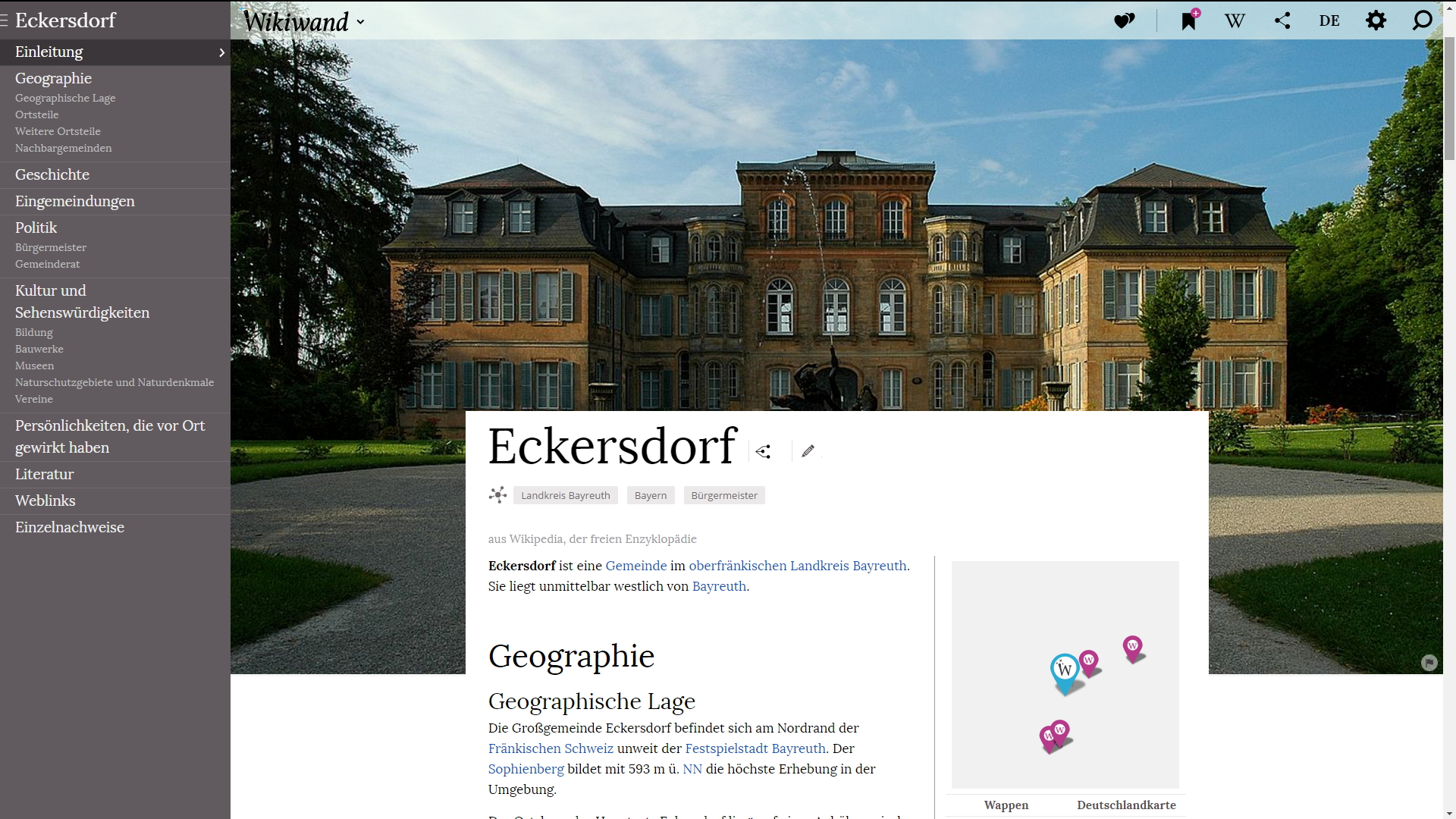
위키원드의 스크린샷

위키원드(Wikiwand)는 위키백과 문서들을 보기 위해 개발된 소프트웨어 인터페이스이다.

## 역사
위키원드(Wikiwand, 구 명칭 WikiWand)는 2013년에 Lior Grossman과 Ilan Lewin이 설립하였다. 공식적으로 2014년 8월에 시작한 이 인터페이스에는 사이드바 메뉴, 내비게이션 바, 다른 언어로의 사용자 정의 링크, 새로운 타이포그래피, 연결된 문서들의 미리보기 접근을 포함한다. 내용의 목록은 일정하게 왼쪽에 나타난다.
Grossman은 위키백과에서 느낀 자신의 좌절감을 극복하기 위해 개발되었는데, "500,000,000명이 사용하는, 세계에서 5번째로 유명한 웹사이트의 인터페이스가 10년 넘게 업데이트되지 않았다는 점이 우리에게는 이치에 맞지 않았습니다. 우리는 위키백과 인터페이스가 어수선하고 읽기 어려우며(커다란 덩어리들의 작은 글씨) 탐색하기 어렵고 이용성 면에서 부족함을 발견했습니다."라고 주장하였다.

## 이용 가능성
이 인터페이스는 크롬, 사파리, 파이어폭스, 그리고 위키원드의 웹사이트에서 이용이 가능하다. 2015년 3월 위키원드는 아이폰과 아이패드용 iOS 앱을 출시하였다.

## 자금 조달
위키원드는 개선된 인터페이스 개발을 지원하는 일로 600,000 달러를 벌어들일 수 있었다. 이 기업은 교과서, 글, 수업에 광고를 게시하여 현금화하기를 희망한다. 수익의 30%는 위키미디어 재단에 기부할 의도가 있다고 언급하고 있다.